# Аніні
Аніні (англ. Anini) — місто у Північно-Східній Індії, адміністративний центр округу Долина Дібанг індійського штату Аруначал-Прадеш.

## Географія
Розташоване у північно-східній частині штату на висоті близько 2000 метрів над рівнем моря.

### Клімат
Місто знаходиться у зоні, котра характеризується океанічним кліматом субтропічних нагір'їв. Найтепліший місяць — липень із середньою температурою 24.2 °C (75.6 °F). Найхолодніший місяць — січень, із середньою температурою 10.7 °С (51.2 °F).
| Клімат Аніні            | Клімат Аніні | Клімат Аніні | Клімат Аніні | Клімат Аніні | Клімат Аніні | Клімат Аніні | Клімат Аніні | Клімат Аніні | Клімат Аніні | Клімат Аніні | Клімат Аніні | Клімат Аніні | Клімат Аніні |
| Показник                | Січ.         | Лют.         | Бер.         | Квіт.        | Трав.        | Черв.        | Лип.         | Серп.        | Вер.         | Жовт.        | Лист.        | Груд.        | Рік          |
| Середній максимум, °C   | 17,5         | 18,7         | 22,1         | 24           | 26           | 27,9         | 28,5         | 28,5         | 27,5         | 25,4         | 22,1         | 18,8         | 23,9         |
| Середня температура, °C | 10,7         | 12,7         | 16,1         | 18,5         | 21           | 23,4         | 24,2         | 24,1         | 23           | 20,1         | 15,6         | 11,7         | 18,4         |
| Середній мінімум, °C    | 3,9          | 6,7          | 10,1         | 12,9         | 16,1         | 18,9         | 19,9         | 19,7         | 18,5         | 14,7         | 9,1          | 4,7          | 12,9         |
| Норма опадів, мм        | 19.5         | 33.4         | 60.2         | 118.7        | 186.8        | 293.1        | 330          | 272.7        | 204.3        | 97           | 18.6         | 10.4         | 1644.8       |
| ----------------------- | ------------ | ------------ | ------------ | ------------ | ------------ | ------------ | ------------ | ------------ | ------------ | ------------ | ------------ | ------------ | ------------ |
| Джерело: Weatherbase    |              |              |              |              |              |              |              |              |              |              |              |              |              |